# 岩田華怜
岩田 華怜（いわた かれん、1998年〈平成10年〉5月13日 - ）は、日本の女優、写真家。女性アイドルグループ・AKB48の元メンバー。愛称はカレン。宮城県仙台市出身。所属事務所はMOCプランニング（子役時代）、AKS（AKB48時代）、ホリプロ（2016年4月 - 2023年6月）を経て、現在はフリー。写真家として東京服飾専門学校にて講師も務め、2024年6月よりアメリカ合衆国にて語学や演劇のため留学中。

## 略歴
1998年5月13日、宮城県仙台市にて出生。幼少期よりキッズローカルタレントとして、宮城県でテレビ番組やCMに出演していた。本人によれば、その最も早い出演は生後6ヶ月で撮影したCMであった。
2008年
- 4月2日、「2万人の鼓動TOURSミュージカル『赤毛のアン』」の東北地区オーディションで東北地区通過者として選出[7]。

2009年
- 5月、宮城県名取市のエムジェー・イリナ・ミュージカル・アカデミーにアドバンスドクラス第一期生として入所。同期には声優・歌手の佐々木李子や、俳優・ダンサーの佐藤志有がいる[8][9][10]。

2010年
- 3月に『Honk!（英語版）』jr[9]、10月に『CAPTAIN LOUIE（英語版）』 jr[11] と、いずれもエムジェー・イリナ・ミュージカル・アカデミー主催のミュージカルに出演。

### AKB48メンバーとして
2011年
- 2月20日、AKB48第12期研究生オーディションに合格。
- 3月11日、仙台市内の実家で東北地方太平洋沖地震（東日本大震災）の被害を受ける[3][12]。
- 4月3日、AKS研究生セレクション審査に合格。被災後の生活が激変したため、審査への参加を諦めていたが、震災のため審査日が延期（当初の予定は3月13日）となる[13]。
- 4月17日、AKB48研究生「シアターの女神」公演前座ガールで公演デビュー[要出典]。
- 12月13日に開催されたテレビアニメ『AKB0048』の主人公9人の声優を決める声優公開オーディションに合格し、声優選抜入りを果たす[14]。

2012年
- 3月24日、加藤玲奈、川栄李奈、高橋朱里、田野優花の4名とともにチーム4に昇格[15]。
- 4月26日、『AKB0048』声優選抜メンバー9名による新ユニット「NO NAME」結成発表。同作の主題歌「希望について」と「夢は何度も生まれ変わる」と「虹の列車」を歌う[16]。
- 5月23日に発売された「真夏のSounds good !」でシングル表題曲の初めて選抜メンバー入りを果たす。またNHK東日本大震災プロジェクト「明日へ～支えあおう～」のテーマソングを歌う、「花は咲くプロジェクト」の一員として、東日本大震災復興支援チャリティーソング「花は咲く」にAKB48から仲谷明香とともに参加した。同シングルのカップリングには、同曲の岩田のソロ歌唱も収録される。
- 8月24日、『AKB48 in TOKYO DOME 〜1830mの夢〜』初日公演において、チーム再編に伴うチームAへの異動とチーム4の消滅が発表される[17][18]。
- 11月1日、チームAに異動[19]。
- 11月2日、チームAウェイティング公演のスターティングメンバーとして新チームでの活動を開始する[20]。
- 12月30日の第54回日本レコード大賞において、選抜入りした「真夏のSounds good !」が大賞受賞。14歳7カ月での受賞は当時の史上最年少[21]。

2014年
- 2月24日、Zepp DiverCityで開催された『AKB48グループ大組閣祭り』において、SKE48チームSへの移籍が発表されたが[22]、同居する母親が宮城県に住む祖父母の介護も行っているという家庭の事情、すでに同年春から自身の高校進学が決定していること、および東日本大震災の被災地訪問を含む東京での仕事を継続したいことなどを理由に[23] 異議を申し立て、同月27日、AKB48に残留することが確定する[24]。
- 6月2日、「笹かまの日大使」に任命される[25]。
- 6月25日、母親の出身地である宮城県栗原市の栗原ドリームアンバサダーに任命される[26]。
- 11月から、自身が出演する萩の月（菓匠三全）のCMが放映開始[27]。

2016年
- 1月5日、AKB48劇場で行われた公演において、グループからの卒業を発表した[28]。
- 2月24日、卒業公演が3月15日に開催されること、および5月21日にインテックス大阪で開催される「唇にBe My Baby」劇場盤発売記念大握手会が、参加する最後のAKB48握手会となることが、AKB48オフィシャルブログで発表される[29]。
- 3月15日、AKB48劇場で卒業公演を行い、卒業後はホリプロに所属することを発表[30]。
- 4月18日、ホリプロオフィシャルサイトにプロフィールがUPされる[31]。
- 5月21日、AKB48としての活動を終了。

### 女優として
AKB48卒業後は舞台を中心に活動。詳細は#出演の節を参照されたい。
2018年
- 10月22日、みやぎ絆大使への委嘱が発表。第9期は2019年から2021年までの3年間[32]、第10期は2022年から2024年[33]。

2019年
- 3月8日、東京都内で原付バイクと接触、転倒して骨折[34]。事故後休養していたが、4月1日に復帰を報告[35]。

2020年
- 7月27日、新型コロナウイルスに感染し入院中であることを公表[36]。8月5日から上演される朗読劇「READING LIVE DREAM 〜2020 in August〜」に出演予定であったが、降板[37]。

2022年
- 1月22日、無期限ロングランが予告されている舞台・ハリー・ポッターと呪いの子（於・TBS赤坂ACTシアター）に、デルフィーニ・ディゴリー役で出演する[注 1]ことが発表された。同年6月16日よりプレビュー公演を開始し、7月8日から本公演を開始。2023年5月まで出演[38]。

2023年
- 6月30日をもってホリプロを退所。以降はフリーとして活動[4][39]。
- 8月26日、栗原市観光大使に就任[40]。

2024年
- アメリカ合衆国のアーティストビザを取得し、6月から3年間の予定で語学や演劇のため留学[41][42][5]。

## 人物
好きな食べ物は豚足、ホルモン、酢昆布、萩の月、笹かまぼこ など。
AKB48加入前からミュージカルスクールで舞台を経験し、舞台女優を志望、ブロードウェーの舞台に出演することを目標としている。自身が出演した「萩の月」のCM完成発表会で、同席していたタップダンサー熊谷和徳とともに、タップダンスを披露したことがある。
ギターの弾き語りができる。目標としているアーティストは吉井和哉と沢田研二で、好きなバンドはDOESとSPYAIR。
好きなアニメ・漫画・小説は『銀魂』、『青の祓魔師』、『ギャグマンガ日和』、『べるぜバブ』、『鋼の錬金術師』、『バクマン。』、『ONE PIECE』、『AKB49〜恋愛禁止条例〜』、『デュラララ!!』、『僕は友達が少ない』、『進撃の巨人』など多数ある。特に『銀魂』の大ファンで、同じく『銀魂』の大ファンである三田麻央（当時NMB48）と意気投合する仲だった。
声優の大林隆介と父親は、仕事の関係で親交のある関係だった。岩田自身が大林と初めて会ったのは2012年6月23日で、声優の仕事について多くのアドバイスを受けたという。
2017年に日本大学藝術学部写真学科に入学し、6年かけ2023年3月に卒業、同年6月30日をもってホリプロを退所し、2024年6月よりアメリカ合衆国に留学中。

### AKB48
自身の加入以前はバラエティ番組で活躍し、キャプテンとして尊敬されている高橋みなみに憧れ、いつかはキャプテンとして勤めあげたいという志望もあった。AKB48卒業後も高橋に対する尊敬の念は変わっておらず、講演などで自分を信じ、決して諦めない人だったとして高橋の名前を挙げることもある。
Google+における、AKB48グループの部活動では軽音部に所属していた。

### 家族
- 母 - 菅原美話（元タレント）
- 大叔父（父方の祖母の弟） - 原田大二郎（俳優、明治大学元特別招聘教授）[51]。
- 大叔母 - 原田規梭子（東洋学園大学元学長）

また2022年2月に死去した祖父は能面の面打師であった。
兄弟姉妹はおらず、一人っ子であることを自身のブログで明かしている。
長らくビリーという名の犬を飼っていたが2019年11月2日に15歳で死去し、2020年より殿という名の柴犬を飼っている。

## AKB48での参加楽曲

### シングルCD選抜楽曲
- 「風は吹いている」に収録
  - 蕾たち - 「チーム4+研究生」名義
- 「GIVE ME FIVE!」に収録
  - NEW SHIP - 「スペシャルガールズA」名義
- 真夏のSounds good !
- 「ギンガムチェック」に収録
  - あの日の風鈴 - 「ウェイティングガールズ」名義
- 「UZA」に収録
  - 次のSeason - 「アンダーガールズ」名義
  - 孤独の星空 - 「Team A」名義
- 「永遠プレッシャー」に収録
  - 私たちのReason
- 「So long !」に収録
  - Ruby - 「篠田TeamA」名義
- 「さよならクロール」に収録
  - バラの果実 - 「アンダーガールズ」名義
  - イキルコト - 「Team A」名義
- 「ハート・エレキ」に収録
  - 快速と動体視力 - 「アンダーガールズ」名義
  - キスまでカウントダウン - 「Team A」名義
- 「前しか向かねえ」に収録
  - KONJO - 「Talking Chimpanzees」名義
- 「ラブラドール・レトリバー」に収録
  - 君は気まぐれ - 「Team A」名義
- 「心のプラカード」に収録
  - セーラーゾンビ - 「ミルクプラネット」名義
- 「希望的リフレイン」に収録
  - 従順なSlave - 「Team A」名義
  - 歌いたい - 「かとれあ組」名義
- 「唇にBe My Baby」に収録
  - やさしい place - 「Team A」名義
- 「君はメロディー」に収録
  - M.T.に捧ぐ - 「横山Team A」名義

### アルバムCD選抜楽曲
- 『1830m』に収録
  - 直角Sunshine - 「チーム4」名義
  - 青空よ 寂しくないか? - 「AKB48+SKE48+NMB48+HKT48」名義
- 『次の足跡』に収録
  - 確信がもてるもの - 「Team A」名義
- 『ここがロドスだ、ここで跳べ!』に収録
  - Oh! Baby! - 「高橋Team A」名義
  - 僕たちのイデオロギー
- 『0と1の間』に収録
  - Clap - 「Team A」名義

### 劇場公演ユニット曲
研究生公演「シアターの女神」
- ロマンスかくれんぼ（前座ガール）
- キャンディー
- 夜風の仕業

チームB 5th Stage「シアターの女神」
- ロマンスかくれんぼ（前座ガール）
- 初恋よ こんにちは（佐藤すみれのアンダー）
- キャンディー（河西智美のアンダー）
- 夜風の仕業（柏木由紀のアンダー）

チームA 6th Stage「目撃者」
- ミニスカートの妖精（前座ガールズ）

チームK 6th Stage「RESET」
- 檸檬の年頃（前座ガールズ）
- 制服レジスタンス（板野友美のアンダー）

チーム4 1st Stage「僕の太陽」
- アイドルなんて呼ばないで（バックダンサー）[注 2]
- 僕とジュリエットとジェットコースター（伊豆田莉奈のアンダー）[注 2]
- 向日葵（研究生時代は仲俣汐里・中村麻里子のアンダー）

研究生公演「僕の太陽」
- 向日葵（岡田彩花のアンダー）※サポート出演

篠田チームA ウェイティング公演
- スカート、ひらり（チームA 1st Stage「PARTYが始まるよ」）
- 純愛のクレッシェンド（河西智美・横山由依のアンダー、チームA 4th Stage「ただいま恋愛中」）
- ガラスのI LOVE YOU（チームA 2nd Stage「会いたかった」）
- 黒い天使（チームA 5th Stage「恋愛禁止条例」）[注 3]

横山チームA ウェイティング公演
- 記憶のジレンマ（ひまわり組 2nd Stage「夢を死なせるわけにいかない」）
- ツンデレ! （横山由依のアンダー、チームA 5th Stage「恋愛禁止条例」）
- 抱きしめられたら（佐藤すみれのユニットアンダー）

チームA「恋愛禁止条例」
- 恋愛禁止条例
- 真夏のクリスマスローズ（中村麻里子のアンダー）

春風亭小朝「イヴはアダムの肋骨」
- ハート型ウイルス
- 君だけにChu! Chu! Chu!
- 大声ダイヤモンド（アカペラ・ボイスパーカッッションver. 向井地美音のアンダー）

チームA 7th Stage「M.T.に捧ぐ」
- リスケ（小嶋陽菜のアンダー）
- 負け男（岩鷹レン[注 4] としてダンス担当）

## 作品

### 参加作品
| リリース日    | タイトル        | 最高 週間 順位 | レーベル              | 販売形態      | 商品コード                    | 備考                                                                                      |
| ------------- | --------------- | -------------- | --------------------- | ------------- | ----------------------------- | ----------------------------------------------------------------------------------------- |
| 2012年5月23日 | 花は咲く        | 17位           | FlyingDog             | CD CD+DVD     | VTCL-35132 VTZL-43            | 花は咲くプロジェクト 参加楽曲:「花は咲く」・「花は咲く 岩田華怜 ver.」                    |
| 2018年3月28日 | Wake Up, Best!3 | 27位           | DIVE II entertainment | CD CD+Blu-ray | EYCA-11697～8 EYCA-11695～6/B | 『舞台 Wake Up, Girls! 青葉の記録』I-1clubメンバー 吉川愛 役として 参加楽曲:「knock out」 |

### 映像作品
- いわたかれん ふぁ〜すと（2016年12月16日、DVD、リバプール）[55][56]

## 受賞歴
2023年
- 国際非暴力映画祭 最優秀主演女優賞（映画-The Last Passenger- 最後の乗客）

## 出演

### 映画
太字は主演。

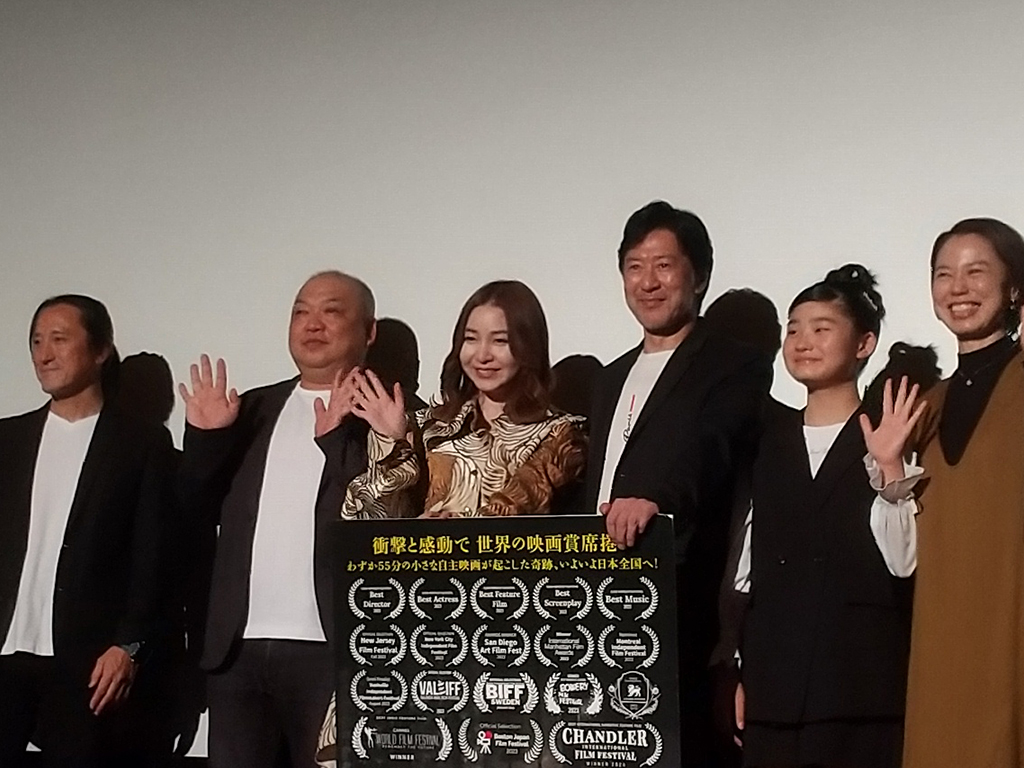
映画『最後の乗客』舞台挨拶の様子（2024年11月）。中央が岩田。

- ソロモンの偽証 前篇・事件 / 後篇・裁判（2015年3月7日・4月11日連続公開、松竹）[58][59] - 河原沙織 役
- 殿、利息でござる!（2016年5月14日、松竹）[60] - 穀田屋加代 役[61]
- 好きだから死んでください、お願い。（2017年8月12日 - 9月8日、MOOSIC LAB2017短編部門作品）- 槙田玲奈 役 [62]
- 咲-Saki-阿知賀編 episode of side-A（2018年1月20日、ティ・ジョイ） -  亦野誠子 役
- 鶯谷ワンダーワールド（2020年11月1日、フジテレビオンデマンド） -  主演・根岸はつね 役[63]
- ただ只管、君に恋した僕の青春。（2022年10月1日 - 2日、高円寺シアターバッカス / 2023年1月10日よりAmazon Prime Videoにて配信） - 特別出演[64]
- 有り、触れた、未来（2023年3月3日、宮城県先行 / 3月10日、全国公開） - 宮本祥子 役[65][66]
- 最後の乗客（2024年10月11日全国公開[注 5]） - 主演・遠藤みずき 役[57][67][68][69][70][71]

### テレビドラマ
- マジすか学園3 第8話（2012年9月7日、テレビ東京） - 女囚 役
- So long ! 第1話（2013年2月11日、日本テレビ）
- 高梨さん 第20話（2013年8月12日、NHKワンセグ2・NHK Eテレ） - すみれ 役
- セーラーゾンビ（2014年4月18日 - 7月18日、テレビ東京） - カレン 役
- マジすか学園4（2015年1月19日 - 3月30日、日本テレビ） - マサムネ 役
- マジすか学園5 第9話（2015年8月25日、日本テレビ[注 6]） - アニソン 役
- 咲-Saki-阿知賀編 episode of side-A（2017年12月3日 - 2018年1月7日、MBS） -  亦野誠子 役
- 忘却のサチコ 第9歩（2018年12月8日、テレビ東京） - 桃乃もぎか 役
- BS時代劇 赤ひげ2 第1回（2019年11月1日、NHK BSプレミアム） - おみよ 役
- 特捜9 season4 第1話・第13話（最終話）（2021年4月7日・6月30日、テレビ朝日） - 澤村香奈 役[72]

### テレビアニメ
- AKB0048（2012年4月29日 - 7月22日） - 本宮凪沙 役
- AKB0048 next stage（2013年1月5日 - 3月30日） - 本宮凪沙 役
- マッドボックスゾンビーズ AKBバージョン（2013年12月27日 - 、ネクストメディアアニメーション/Youtube） - 羊のスリープ役[73]

### その他のテレビ番組
- 突撃!ナマイキTV（2003年 - 2010年、東日本放送） - 「みわのMamaCoco」コーナー担当
- 明日へ1min「カレンの復興カレンダー」（2012年8月28日 - 2014年3月17日、NHK総合） - ナビゲーター
  - カレンの復興カレンダー・キックオフ特番（2012年7月21日、NHK総合）
  - カレンの復興カレンダースペシャル（2012年10月14日・2013年12月1日、NHK総合）[74]
  - カレンの復興カレンダー 2014夏（2014年8月11日、NHK総合）
  - カレンの復興カレンダー 2015冬（2015年2月1日、NHK総合）
  - カレンの復興カレンダー 2015秋（2015年9月21日、NHK総合）
  - カレンの復興カレンダー 2016春（2016年3月7日、NHK総合）[75]
- 全力応援!NHK杯フィギュア2012〜銀盤のアスリートたち〜（2012年11月15日 - 23日、NHK総合・NHK BS1） - ナビゲーター
- 東北発☆未来塾（2013年4月11日 - 25日、NHK Eテレ）
- 目撃!日本列島『ボクたちを忘れないで　災害救助犬を目指すじゃがいもの物語』（2012年12月22日、NHK総合） - ナレーション
- AKB48の牛舌GIRLS（2014年4月7日 - 9月28日、仙台放送）[76]
- NNNドキュメント'17『高校生がつなぐ 東北の未来、私たちの夢』（2017年3月6日[注 7]、NNN系列局・日本テレビ系列） - ナレーション
- きもの女子大集合 日本全国キモノ派宣言!! (2017年11月26日、BS日テレ)
- テレメンタリー2018『“3.11”を忘れない73　置き去りにされた在宅被災者 ～見えぬ生活再建～』（2018年3月11日、テレビ朝日系列） - ナレーション
- NMB48村瀬紗英の麻雀ガチバトル！さえぴぃのトップ目とったんで！（2018年8月5日 - 2019年5月18日、TBSチャンネル） - ゲスト、解説[77]
- 乃木坂46中田花奈の麻雀ガチバトル! かなりんのトップ目とれるカナ?（2020年8月8日 - 2021年1月9日、TBSチャンネル） - ゲスト、進行役[78]

### DVDドラマ
- SF 少女ドラマシリーズ「ADS77」（2013年、AKB48 シングル「恋するフォーチュンクッキー」特典映像） - 女子アナウンサー 役

### 舞台
※太字は主役。
- 劇団スイセイ・ミュージカル「フットルース」2014年公演（2014年9月15日、小山町総合文化会館 / 9月18日、ウインクあいち / 9月19日、アクトシティ浜松 / 9月20日・21日、EXシアター六本木 / 9月27日、アルカスSASEBO / 9月29日、熊本県立劇場 演劇ホール / 10月12日、沖縄コンベンションセンター） - ウェンディ・ジョー 役[79]
- スイセイ・ミュージカル20周年記念 特別企画第二弾「広い宇宙の中で」（2015年5月15日 - 17日、銀座博品館劇場 / 5月28日、酒田市民会館 希望ホール / 5月30日、栗原文化会館 / 5月31日、花巻市文化会館 / 6月20日、八幡浜市文化会館 ゆめみかん / 6月21日、アルカスSASEBO / 6月29日、黒崎ひびしんホール / 7月1日、iichikoグランシアタ / 7月3日、大川市文化センター / 7月4日、ありえコレジヨホール） - 富士ひかる 役[80]
- ダンガンロンパTHE STAGE〜希望の学園と絶望の高校生〜 2016（2016年6月16日 - 26日、Zeppブルーシアター六本木 / 7月1日・2日、東海市芸術劇場 / 7月7日 - 10日、サンケイホールブリーゼ / 7月15日・16日、関内ホール 大ホール） - 朝日奈葵 役（佐藤すみれ・松田彩希とのトリプルキャスト）[81]
- ブロードリーフミュージカル「マリアと緑のプリンセス」（2016年8月20日 - 23日、シアター1010 / 9月25日、KAAT神奈川芸術劇場） - マリア 役[82][83]
- SAKURA -JAPAN IN THE BOX-（2016年10月4日 - 2017年3月12日、明治座） - MIYABI 役（仁藤萌乃・石田晴香とのトリプルキャスト）[84]
- インランドシー第4回プロデュース公演 アフレコ歌劇「拝啓、あなたはボーカロイドを知っていますか?」（2016年10月14日 - 16日、新宿シアターモリエール） - パルコ 役[85][86]
- Wake Up, Girls! 青葉の記録（2017年1月19日 - 22日、AiiA Theater Tokyo） - 吉川愛 役[87]
- 舞台「サイレントメビウス」（2017年3月29日 - 4月2日、シアターサンモール） - 香津美・リキュール 役[88][89]
- 舞台「警視庁抜刀課vol.1」（2017年5月26日 - 6月4日、CBGKシブゲキ!!） - 六人部真名 役[90]
- アリスインプロジェクト「バックイン・ミレニアム」（2017年8月9日 - 16日、新宿村LIVE） - 流番地美留香 役[91]
- 舞台「時空警察SIG-RAIDER」（2018年1月31日 - 2月4日、ラゾーナ川崎プラザソル） - ハルカ・カナタ 役[92][93]
- ミュージカル座3月公演「サイト」（2018年3月8日 - 11日、IMAホール） - マジギレさおりん 役[94]
- ミュージカル座4月公演「タイム・フライズ」（2018年4月26日 - 29日、IMAホール） - 田川静子 役[95]
- CEDAR Produce vol.3「群盗」（2018年5月31日 - 6月3日、シアター風姿花伝） - ヒロイン・アマーリア 役[96]
- 舞台「清らかな水のように～私たちの1945～」（2018年7月24日 - 29日、新宿シアターモリエール） - 新藤ありさ 役[97]
- HYBRID PROJECT Vol.17「Re-」（2018年9月12日 - 16日、シアターサンモール） - ヒロイン・小梅 役[98]
- RISU PRODUCE vol.21 20周年記念公演 第1弾「イキザマ3」（2018年12月5日 - 9日、東京芸術劇場 シアターウエスト） - 宮本由加里 役[99]（石原壮馬とW主演）
- 銀岩塩vol.3. LIVE ENTERTAINMENT「神ノ牙-JINGA-転生 消えるのは俺じゃない、世界だ。」（2019年1月5日、天王洲 銀河劇場） - ゲスト出演[100]
- TAIYO MAGIC FILM 第13回公演「ぼくのタネ 2019」（2019年5月24日 - 6月2日、赤坂RED/THEATER） - 鵜澤萌 役[101]
- 高校生平和大使ミュージカル「Signs!〜微力だけど無力じゃない〜」（2019年8月8日 - 12日、渋谷区文化総合センター大和田 伝承ホール） - 杉崎真理亜 役[102][103]
- 舞台「二子玉川ノ恋」（2019年8月22日 - 27日、iTSCOM STUDIO &HALL 二子玉川ライズ） - 宮前陽奈多 役[104]
- 舞台「どれミゼラブル!」（2019年10月3日 - 14日、博品館劇場 / 10月17日 - 22日、松下IMPホール / 10月30日・31日、ももちパレス 大ホール / 11月3日・4日、電力ホール） - ヒロイン・西家松子 役[105]
- RISU PRODUCE vol.23 20周年記念公演 第3弾「ほしぞらのしたで」（2019年12月25日 - 29日、東京芸術劇場 シアターウエスト） - 大沢睦子 役[106]
- CEDAR Produce vol.5「悪霊」（2020年1月23日 - 29日、シアター風姿花伝） - リザヴェータ（リーザ）・ドロズドワ 役[107]
- RISU PRODUCE vol.24「イキザマ3」（2020年10月16日 - 25日、赤坂RED/THEATER） - 宮本由加里 役[108][注 8]（溝口琢矢とW主演）
- 明治座『よみがえる明治座東京喜劇 -ニッポン放送「高田文夫のラジオビバリー昼ズ」全力応援!!-』（2021年1月29日 - 2月14日、明治座）- 第1部『こちとら大奥様だぜぃ!』- ちゃっかりおこの 役[109]
- TAIYO MAGIC FILMプレゼンツ「黒い箱の中に白い箱」『ウェディングドレス』（2021年7月21日 - 25日、すみだパークシアター倉） - 麻美 役[110]
- PARCO PRODUCE「ブライトン・ビーチ回顧録」（2021年9月18日 - 10月3日、東京芸術劇場 プレイハウス / 10月7日 - 13日、京都劇場）- ローリー 役[111]
- 劇団おぼんろ 第20回本公演「パダラマ・ジュグラマ」（2022年2月13日 - 20日、Mixalive TOKYO TheaterMixa）- メグメ 役（わかばやしめぐみとのWキャスト）[112][113]
- 舞台「ハリー・ポッターと呪いの子」（プレビュー公演：2022年6月16日 - 7月7日、本公演：7月8日 - 2023年5月28日[注 9]、TBS赤坂ACTシアター） - デルフィー 役（宝意紗友莉とのWキャスト）[38]
- 朗読劇『10年後の君へ』（2024年3月1日 - 3日、アトリエファンファーレ高円寺 / 3月10日、東日本放送ぐりりホール）- 伊藤笑華 役（脚本と演出も担当）[114]
- 昭和歌謡ミュージカル『田園ユニバースNY』（2025年4月13日、米ニューヨークSymphony Space内Leonard Nimoy Thalia） - 輝子 役[115]

#### 中止となった公演
- 朗読劇 合同会社KDP「READING LIVE DREAM 〜2020 in August〜」（2020年8月5日 - 16日、上野ストアハウス） - 西 南 役（みなみとのWキャスト）[116]、新型コロナウイルス陽性と診断され降板[37][117][注 10][118]

### ラジオ
- FMシアター『繭（まゆ）』（2012年8月25日、NHK FM） - 結衣・蚕の声 役[119]
- AKB48の"私たちの物語"（2012年9月8日 - 、不定期出演、NHK FM）
- AKB48 今夜は帰らない…（2013年9月30日 - 2015年9月28日、CBCラジオ） - 竹内美宥・武藤十夢とともに7代目パーソナリティ

### CM
- みやぎ生協 産直シリーズ（2008年 - 2009年）[120][121]
- 菓匠三全 萩の月
  - 「仙台篇」（2014年11月 - ）
  - 「ライブ篇」（2016年1月 - ）[27][122][123]

### ゲーム
- 嫁コレ（本宮凪沙）

### ネット配信
- オンラインシネマ 第2話「Go!Con!」（2020年5月22日、ABEMA）[124]

### その他
- 政府インターネットテレビ「明日へと響け、復興のつち音。」応援メッセージ
- 人権学習教材DVDビデオ『シェアしてみたらわかったこと』（2019年、東映株式会社）[125]
- 東日本大震災風化防止イベント 訪問者向けメッセージ（2022年、東京都総務局）[126]

## 書籍

### カレンダー
- 卓上 岩田華怜 2013年カレンダー（2012年12月7日、ハゴロモ）
- 卓上 岩田華怜 2014年カレンダー（2013年12月6日、ハゴロモ）
- クリアファイル付 卓上 2015年カレンダー（2014年12月13日、ハゴロモ）
- 岩田華怜 卓上カレンダー （2017.4～2018.3）（2017年3月13日、ホリプロ）